# Гриб, Владислав Валерьевич
Владисла́в Вале́рьевич Гриб (род. 16 мая 1972, Умань) — российский общественный деятель, юрист, доктор юридических наук, профессор, заслуженный юрист Российской Федерации (2019), академик РАО (2022; член-корреспондент по Отделению философии образования и теоретической педагогики с 2019). Заместитель секретаря Общественной палаты, главный редактор Издательской группы «Юрист», член Президиума Ассоциации юристов России, вице-президент Федеральной палаты адвокатов Российской Федерации, председатель Научно-консультативного совета при Общественной палате Российской Федерации, председатель исполнительного комитета Российской академии юридических наук, член общественных советов при ФСБ, Министерстве юстиции России, Федеральной таможенной службе и ФСИН России, член Научного Совета при Министерстве внутренних дел Российской Федерации, член Научного совета при Министерстве экономического развития и торговли Российской Федерации, действующий адвокат России.

## Биография
Родился в г. Умани Черкасской области 16 мая 1972 года в семье военнослужащего.
- в 1991—1996 гг. учился на международно-правовом факультете Московского государственного института международных отношений МИД РФ по специальности юрист-международник.
- 1993 г. — выступил инициатором создания общероссийской общественной организации «Молодёжный союз юристов России».
- 1993—2003 гг. — Президент Молодёжного Союза Юристов России.
- с 1993 г. учредитель и главный редактор федерального журнала «Юрист», на базе которого в 1997 создана Издательская группа «Юрист».
- 1997—2003 г. заместитель Председателя Национального совета детских и молодёжных объединений России, который объединяет 74 молодёжных федеральных общественных объединений и ассоциаций, региональные молодёжные объединения, членами которых являются более 200 тысяч молодых граждан.
- в 1999 г. выступил одним из организаторов создания Российской академии юридических наук, в этом же году избран Председателем исполнительного комитета Российской академии юридических наук.
- Инициатор и руководитель правовых проектов «Муниципальная адвокатура» (с 1997 г.), «Всероссийская Студенческая Юридическая Олимпиада» (1998—2003 гг.), «Юристы — к 850-летию Москвы» (1997 г.).
- в марте 2000 г. на Учредительном съезде общероссийского общественного объединения «Российский Союз Юристов» единогласно был избран вице-президентом и Председателем Исполкома Союза.
- c октября 2000 г. по декабрь 2003 ответственный координатор — руководитель аппарата Межфракционного депутатского объединения «Юристы России».
- с 2005 г. — член Научно-консультативного совета при Высшем Арбитражном суде Российской Федерации.
- в ноябре 2005 г. избран членом Общественной палаты Российской Федерации — заместителем Председателя комиссии общественной палаты по региональному развитию и местному самоуправлению.
- с декабря 2005 г. член Президиума Ассоциации юристов России, заместитель председателя Правления Ассоциации юристов России.
- с 2006 г. — член Общественного совета при Федеральной службе исполнения наказаний Российской Федерации, член Общественного совета при Федеральной службе безопасности Российской Федерации; член Научно-консультативного совета при Общественном совете при Федеральной службе по тарифам Российской Федерации; член Научно-консультативного совета при Общественном совете при Министерстве внутренних дел Российской Федерации.
- с 2006 г. — Член Совета Общественной палаты, руководитель Межкомиссионной рабочей группы по организации экспертной деятельности Общественной палаты, член Комиссии по законопроектной деятельности Правительства России от Общественной палаты.
- с 2007 г. — главный редактор журнала «Человек и закон». 12 декабря 2007 г. избран председателем Общероссийской общественной организации общенационального правозащитного Союза «Человек и закон».
- в 2008 г. — ряд служебных командировок в Южную Осетию, Дагестан, Чечню.
- с 2009 г. — вице-президент Федеральной палаты Адвокатов России.
- в 2010 г. окончил Финансовую академию при Правительстве Российской Федерации по специальности «Финансы и кредит».
- с 2011 г. — член Общественного совета при Министерстве внутренних дел России.
- 3 марта 2011 года подписал Обращение представителей общественности против информационного подрыва доверия к судебной системе Российской Федерации.
- в мае 2011 г. — защитил докторскую диссертацию на тему: «Взаимодействие органов государственной власти и институтов гражданского общества в Российской Федерации».
- в январе 2012 г. — избран заместителем секретаря Общественной палаты Российской Федерации.
- с 2012 г. член совета директоров ОАО Пивоваренная Компания Балтика[7].
- с 2008 года занимается бизнесом в области лесодобывающей промышленности в Кировской области.

Заместитель секретаря Общественной палаты Российской Федерации по общественному контролю и взаимодействию с общественными советами. Член Общественного совета при Министерстве обороны Российской Федерации.

## Награды
- Награждён ведомственными медалями «За усердие II степени» Министерства юстиции РФ, «За содействие МВД РФ» Министерства внутренних дел РФ, медалью А. Ф. Кони, медалями к 200-летию Министерства юстиции РФ и Министерства внутренних дел РФ, знаком Министерства образования РФ «Почетный работник молодёжной сферы», «За содействие органам наркоконтроля» ФСКН России и рядом других.
- Указом Президента Российской Федерации от 21 декабря 2013 года № 929 был награждён орденом Дружбы «За большой вклад в реализацию внешнеполитического курса Российской Федерации, заслуги в научно-педагогической деятельности и многолетнюю добросовестную работу».
- Награждён секретной наградой «За возвращение Крыма» весной 2014[8], при этом не является фигурантом санкционных списков, хотя и внесен в базу Миротворца.